# Dimos Epidaurus
Dimos Epidaurus (Epidaurus) är en kommun i Grekland.   Den ligger i prefekturen Nomós Argolídos och regionen Peloponnesos, i den sydöstra delen av landet, 70 km sydväst om huvudstaden Aten. Antalet invånare är 8 710.